# Bayabas
Bayabas là một đô thị hạng 5 ở tỉnh Surigao del Sur, Philippines. Theo điều tra dân số năm 2000, đô thị này có dân số 7.706 người trong 1.290 hộ.

## Các đơn vị hành chính
Bayabas được chia thành 7 barangay.
- Amag
- Balete (Pob.)
- Cabugo
- Cagbaoto
- La Paz
- Magobawok (Pob.)
- Panaosawon